# Bad Breisig
Bad Breisig (en français : Breisig-les-Bains) est une ville thermale aux bords du Rhin, dans l'arrondissement d'Ahrweiler, en Rhénanie-Palatinat dans l’ouest de l’Allemagne. Elle est le lieu de l’administration de la communauté des communes « Verbandsgemeinde Bad Breisig ».

## Géographie
La ville se situe à gauche du Rhin dans le nord de la région « Mittelrhein » (Rhin central). Elle se compose des quartiers de Niederbreisig sur la rive du fleuve, de Oberbreisig vers les collines, ainsi que de Rheineck le long du ruisseau « Vinxtbach ». De plus, différents hameaux et bourgs sont administrativement attachés à la ville, y compris le château de Rheineck sur une colline au sud de la ville, surplombant le Rhin.
Les quartiers Oberbreisig et Niederbreisig sont traversés par le ruisseau « Frankenbach » avant que celui-ci se jette dans le Rhin.

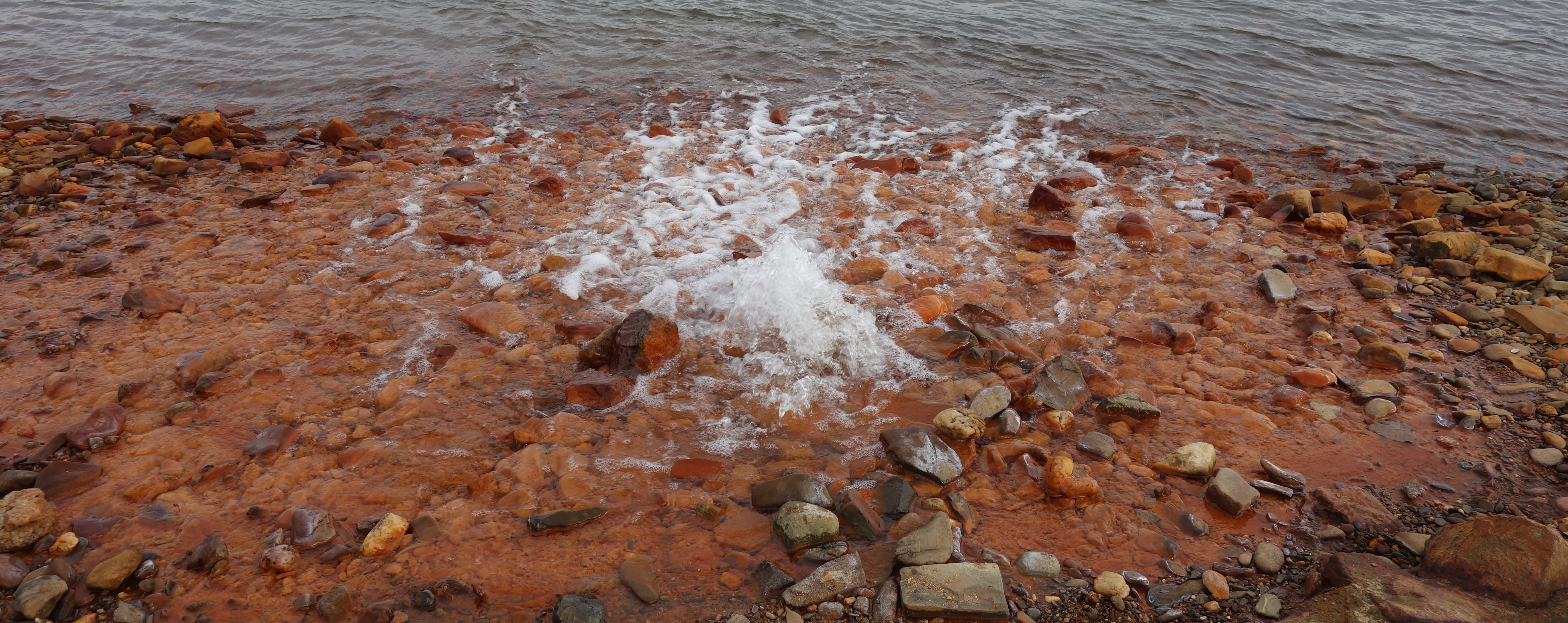
Source d'eau minérale à proximité immédiate du Rhin

Sur le territoire de la ville de Bad Breisig se trouvent plusieurs sources thermales chaudes, à savoir :
La source Geyrsprudel – forage de 1914, près des thermes et du parc thermal
La source Gertrudisquelle – forage de 1925
La source Mariensprudel – forage de 1927

## Histoire
Bad Breisig se situe au nord de l’embouchure du ruisseau Vinxtbach qui marqua la frontière entre les deux provinces romaines de Germanie inférieure et Germanie supérieure.
Il y a également des traces d’une colonisation préhistorique du Paléolithique comme le montrent les excavations réalisées par le musée central romain-germanique de Mayence. Le nom de Breisig (en latin : Brisiacum) est d’origine celte. Les riches vestiges trouvés dans 2 groupes de tombes soulignent l’importance du lieu de Oberbreisig au moment de la colonisation par les Francs.
Au Moyen Âge, le pays de Breisig (Breisiger Ländchen) fut l’objet d’un don au profit de l’abbaye de Essen au temps de l’abbesse Mathilde II d'Essen (971–1011). Ce territoire fut alors autonome, mais le duc de Juliers y exerça la juridiction de bailliage depuis la fin du Moyen Âge, incluant les actuelles localités de Niederbreisig, Oberbreisig, Gönnersdorf, Niederlützingen, Oberlützingen, Brohl et Rheineck (partiellement).
Sous l’abbesse Berta von Arnsberg (1241–1292), le lieu de Breisig fut pourvu, vers 1280, d’un mur d’enceinte avec fossé. Un premier sceau de Breisig fut utilisé dans un document de 1356. En 1374, l’empereur Charles IV du Saint-Empire accorda à Breisig le droit de tenir des marchés. L’église St. Victor de Oberbreisig fut alors office d’église de la paroisse.
En automne 1568, la guerre de révolte des Pays-Bas contre la domination espagnole, atteignit Breisig qui fut utilisé comme base de retrait pour les troupes du prince d'Orange.
Le pays de Breisig resta avec l’abbaye de Essen et le duché de Juliers jusqu’à l’occupation par les troupes révolutionnaires françaises en 1794, puis fut attaché au royaume de Prusse après le congrès de Vienne en 1815.
Après la Seconde Guerre mondiale, le territoire de l’actuelle Bad Breisig fut intégré au Land de Rhénanie-Palatinat nouvellement crée. Durant l’été de 1949, l’hôtel Rheinhotel de Niederbreisig fut remis en état pour héberger environ 150 réfugiés et expulsés, transférés depuis l’hôtel Rheinhotel Dreesen de Bad Godesberg, après que ce dernier hôtel devait accueillir la Haute Commission française d’après-guerre.
En date du 5 mai 1958, le quartier de Niederbreisig obtint le titre officiel de « Bad » (en français: les-Bains) pour devenir une station thermale reconnue, bien que les thermes et installations de cure remontèrent déjà à la découverte des sources chaudes en 1914. Bad Breisig avec son étendue actuel fut créé le 7 juin 1969 par l’intégration des communes jusqu’alors indépendantes de Bad Niederbreisig, de Oberbreisig et de Rheineck.

Aujourd’hui, l’activité de la ville se concentre sur l’accueil des curistes et sur le tourisme, profitant de sa situation au bord du fleuve et de la relative proximité avec les villes de Coblence et de Bonn, où Bad Breisig est apprécié comme destination de détente pour des excursions courtes. Un des éléments d'attraction est la "Rheinpromenade", l'esplanade aux bords du fleuve avec ses maisons en colombages et de nombreux restaurants.

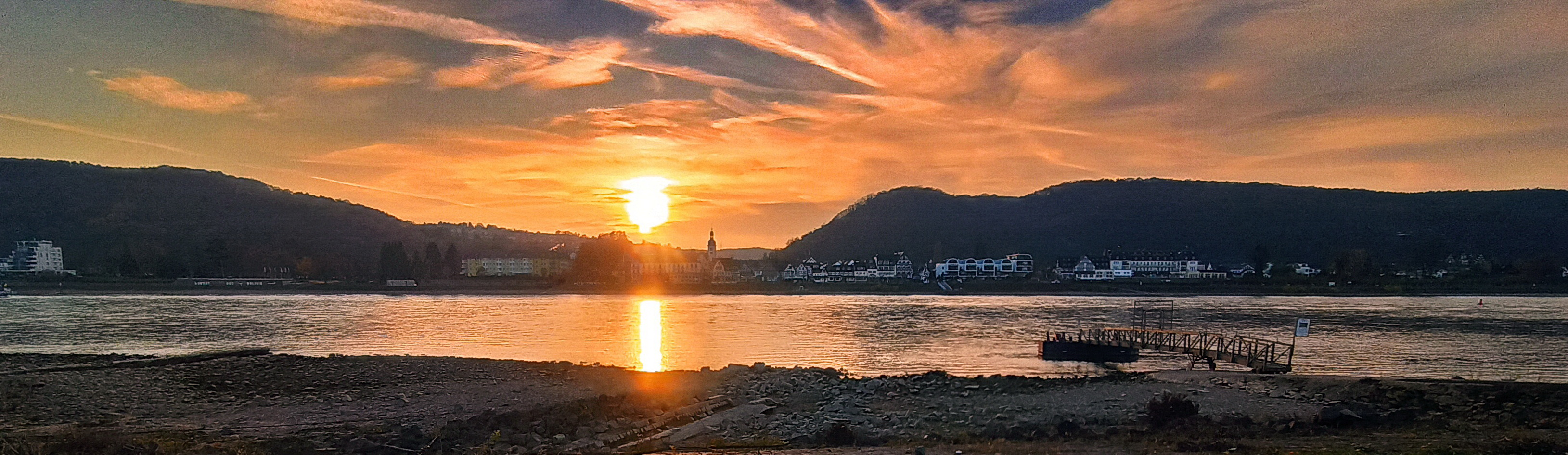
Bad Breisig, vue d'en face du Rhin, décembre 2020

### Les Templiers et les Hospitaliers

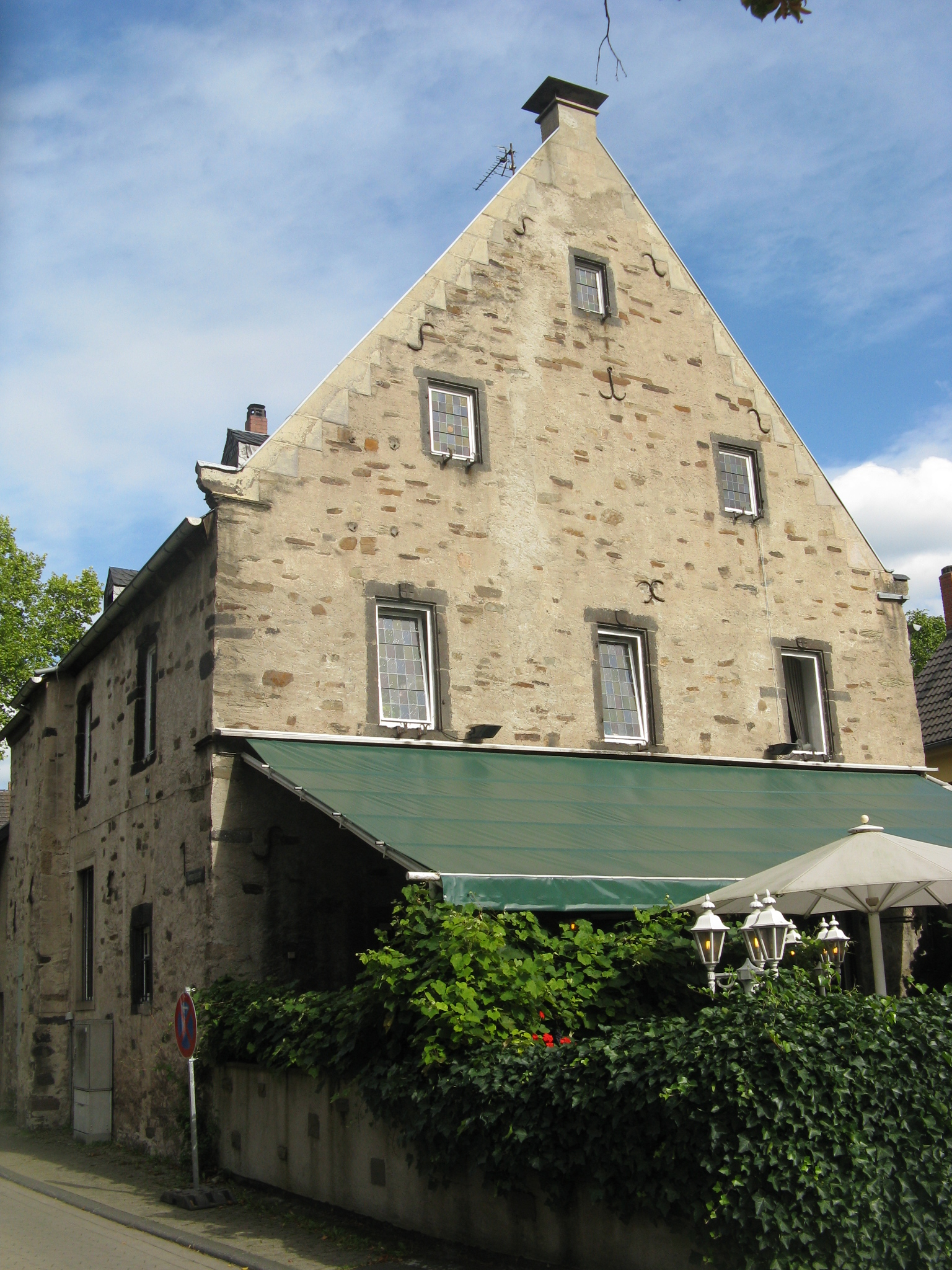
Templerhof, (Maison des Templiers), Bad Breisig

Pour la première fois en 1215, un document mentionne « Brysich » comme lieu d’une implantation de l'Ordre du Temple qui, durant les décennies suivantes, devint une des plus importantes commanderies templières. Le bâtiment du Templerhof (qui existe encore aujourd’hui au 45 de la rue Koblenzer Strasse) fut jadis complété du côté Rhin par la chapelle de Saint-Donat (Donatus) dans laquelle fut conservée une relique de la Sainte Croix que les Templiers avaient apportée depuis la Terre Sainte. Cette relique se trouve aujourd’hui dans l’église paroissiale Sainte-Marie.
Après que durant les années 1307 et 1312, l’ordre du Temple fut persécuté et supprimé, ces possessions fussent transférées vers l’église, puis repris pour les 500 ans qui suivirent, par les Hospitaliers de l’ordre de Saint-Jean de Jérusalem.

## Monuments historiques
- Cimetière juif de Bad Breisig
- Château de Rheineck
- Maison des Templiers
- Pont de Wagram de l'époque napoléonienne

## Infrastructure des transports
Bad Breisig se situe sur le trajet de chemin de fer longeant la rive ouest (gauche) du Rhin. Depuis la gare de la ville, il y a des services de train toutes les heures par le « Rhein-Express » (RE5) et par la ligne du « Mittelrheinbahn » (RB26).
La ville est attachée au réseau routier par la route fédérale B9 qui la traverse.
Il y a aussi des débarcadères desservis par la flotte blanche des bateaux d’excursions sur le Rhin.
De plus, un bac pour piétons et véhicules permet de traverser le fleuve, donnant accès à la rive droite et aux localités d’en face, de Bad Hönningen et de Rheinbrohl.
Bad Breisig est également traversé, à proximité immédiate du Rhin, par la piste cyclable, la EuroVelo 15 (EV 15), aussi appelé la Véloroute Rhin, qui longe la quasi-totalité du fleuve.

## Personnalités liées à la ville
- Moritz August von Bethmann-Hollweg (1795-1877), ministre mort au château de Rheineck.